# Пуда, Гжегож
Гжегож Павел Пуда (пол. Grzegorz Paweł Puda; род. 13 июля 1982, Бельско-Бяла) — польский государственный и политический деятель, депутат Сейма Республики Польша (с 2015), министр сельского хозяйства и развития сельских районов (с 2020).

## Биография
Учился в краковском Сельскохозяйственном университете (окончил в 2006 году). В течение почти десятка лет был депутатом городского совета родного города Бельско-Бяла. В 2015 году был избран в польский Сейм 8-го созыва от партии Право и справедливость, через четыре года был переизбран. В июле 2019 года был назначен государственным секретарём Министерства инвестиций и развития, а в ноябре того же года занял тот же пост в преобразованном из него Министерстве фондов и региональной политики.
Осенью 2020 года стал министром сельского хозяйства и развития сельских районов во втором правительстве Матеуша Моравецкого. Назначение вызвало неоднозначную реакцию, поскольку Пуда — один из основных сторонников поправок в Закон о защите животных (в отличие от предыдущего министра Яна Кшиштофа Ардановского), вызвавших протесты фермеров.